# Faxeholm

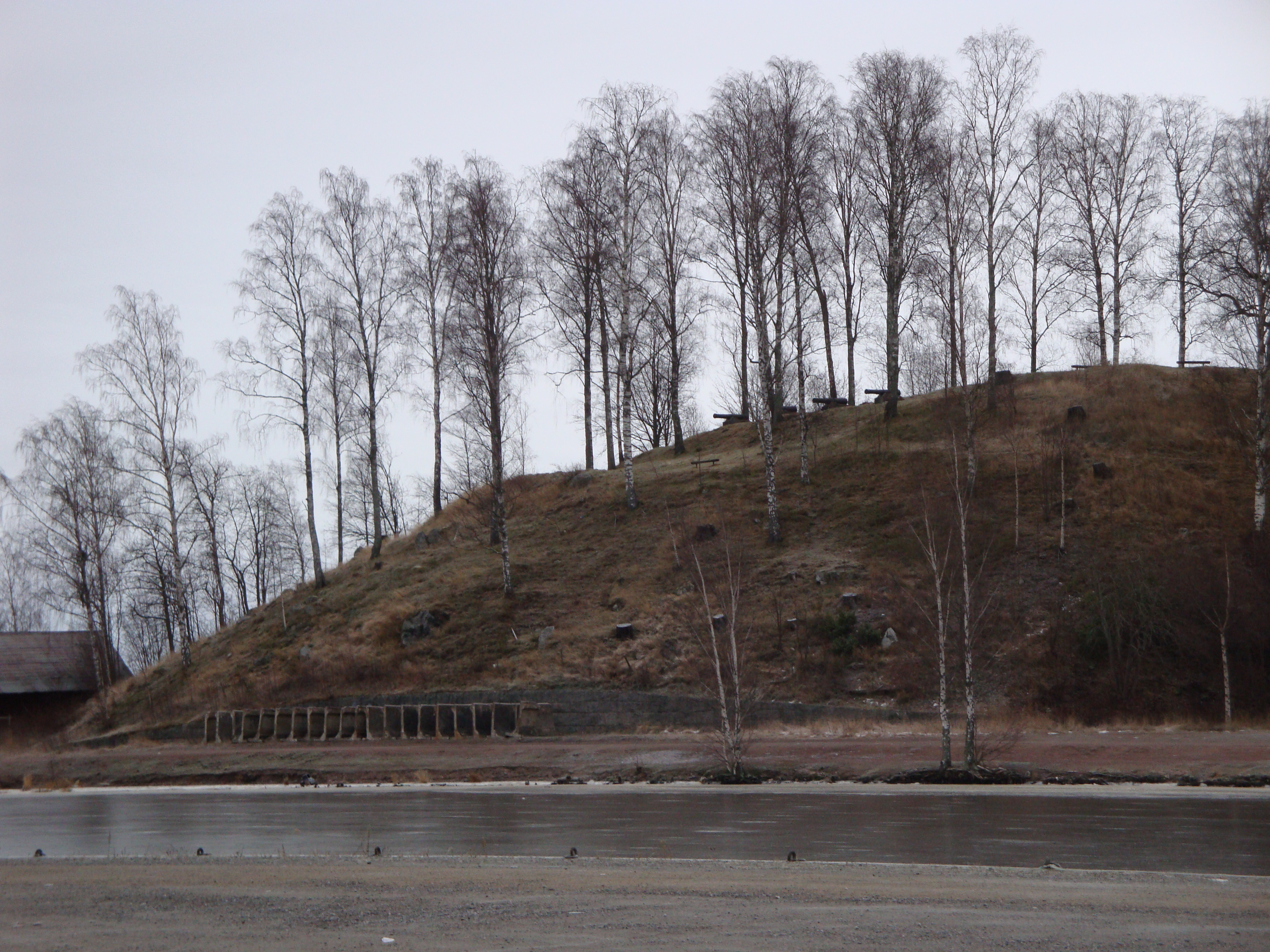
Der Hügel Faxholmen

Die Burg Faxeholm, auch Faxehus, war eine mittelalterliche Burg in Schweden, deren Reste heute im Hafengebiet von Söderhamn liegen. Sie lag auf dem 23 Meter hohen Hügel Faxholmen, der im Mittelalter vom Meer umgeben war, heute jedoch im Zuge der postglazialen Landhebung mit dem Festland verbunden ist.
Von der Burg sind oberirdisch nur noch Reste einer Terrassierung sowie niedrige Wälle von zwei Meter Breite und einer Höhe von etwa 30 cm vorhanden. Außerdem wurden Steinhaufen gefunden, die wahrscheinlich von eingestürzten Mauern stammen. Bei Grabungen in den Jahren 1986 und 1994 konnten Reste eines Ziegelturms freigelegt sowie weitere steinerne und hölzerne Gebäudereste ergraben werden.
Sven Sture besaß die Burg im Jahre 1398, als sie das erste Mal als Faxaholm in einem Dokument erwähnt wird. Nach der Zerstörung während des Engelbrekt-Aufstandes im Jahre 1434 taucht die Burg in keinem Dokument mehr auf.